# Manfred Kolbe

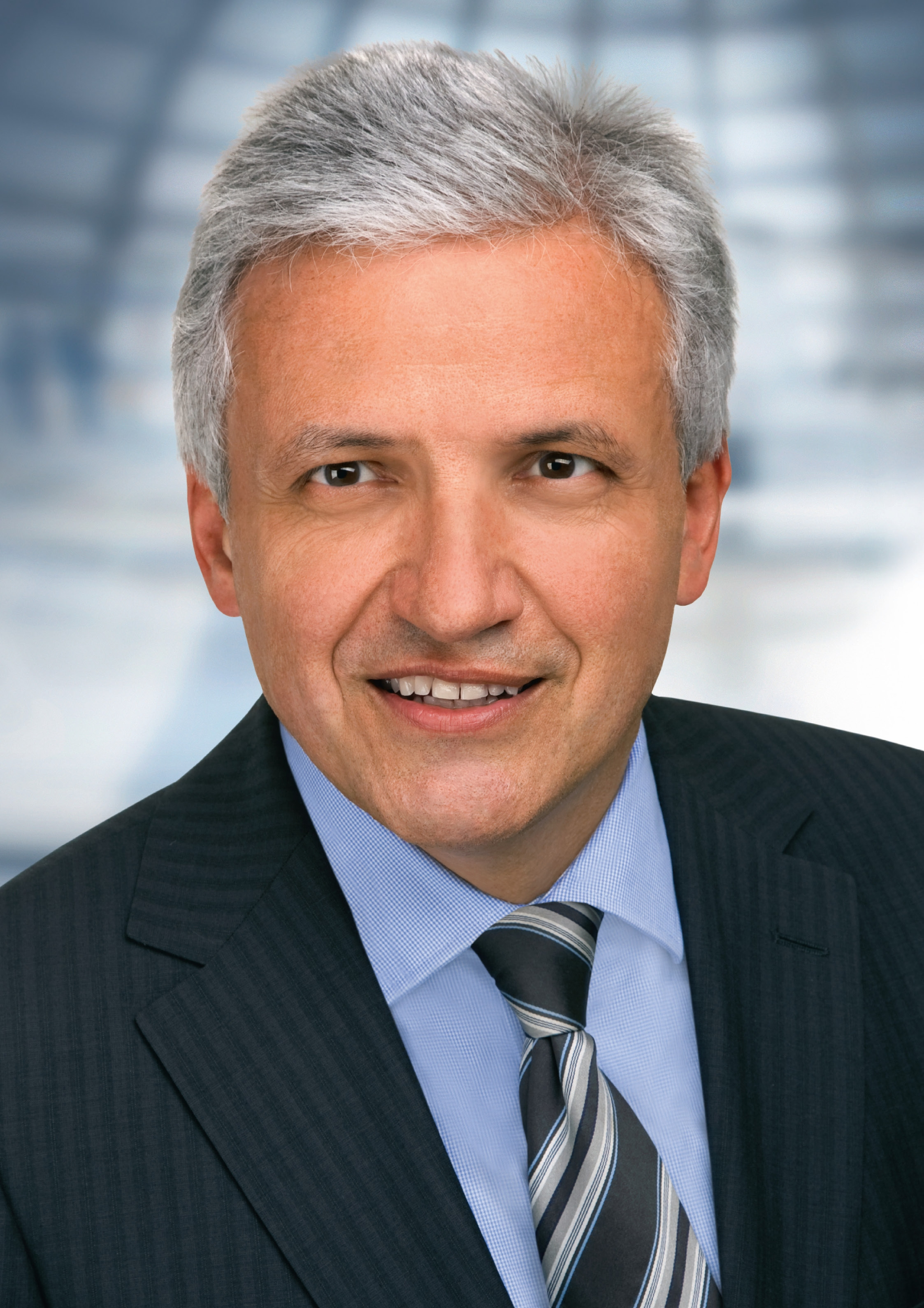
Manfred Kolbe (2013)

Manfred Lothar Kolbe (* 17. August 1953 in Naunhof/Kreis Grimma) ist ein ehemaliger deutscher Politiker (CDU). Er war von 1990 bis 2000 sowie 2002 bis 2013 Mitglied des Deutschen Bundestages und dazwischen sächsischer Staatsminister der Justiz.

## Leben und Beruf
Manfred Kolbe ist der Sohn des Althistorikers Hans-Georg Kolbe, die Familie übersiedelte 1959 von der DDR in die Bundesrepublik und später aufgrund der Tätigkeit seines Vaters nach Rom. Dort legte er 1973 sein Abitur ab, anschließend begann er ein Studium der Rechtswissenschaft an der Freien Universität Berlin und der Universität München, welches er 1979 mit dem ersten juristischen Staatsexamen beendete. Während des Studiums war er Stipendiat der Konrad-Adenauer-Stiftung und Mitglied des Rings Christlich-Demokratischer Studenten (RCDS).
Nach dem Referendariat legte er 1982 auch das zweite Staatsexamen ab und trat 1983 als Staatsanwalt in München in den Dienst des Freistaates Bayern ein. Im selben Jahr wechselte er als Oberregierungsrat in das Bayerische Staatsministerium der Finanzen, von 1989 bis 1990 war Kolbe Richter am Finanzgericht München. Nach der Wende in der DDR übernahm er 1990 die Leitung des Informationsbüros des Freistaates Bayern in Dresden. Er war außerdem Landesstrukturbeauftragter Finanzen im Koordinierungsausschuss für die Bildung des Landes Sachsen. 1990 wurde Kolbe auch zum Notar in Grimma bestellt; später ließ er sich in seiner Geburtsstadt Naunhof nieder.
Manfred Kolbe ist evangelisch und hat drei Kinder. Er ist seit 2008 Eigentümer des barocken Herrenhauses des ehemaligen Ritterguts Störmthal, das er sanieren ließ.

## Partei
Kolbe trat 1978 in die CSU ein und wechselte 1990 in die CDU. Er war von 1991 bis 1993 Vorsitzender des CDU-Kreisverbandes Grimma und gehört seit 1993 dem CDU-Landesvorstand in Sachsen an. Seit 2000 ist er außerdem Vorsitzender des Landesarbeitskreises Christlich-Demokratischer Juristen (LACDJ).

## Abgeordneter und Ämter
Kolbe gehörte von 1990 bis zur Niederlegung seines Mandates am 2. Oktober 2000 erstmals dem Bundestag an. Hier war er von 1999 bis 2000 Vorsitzender der Landesgruppe Sachsen in der CDU/CSU-Bundestagsfraktion.
Kolbe wurde am 15. September 2000 als Staatsminister der Justiz in die von Ministerpräsident Kurt Biedenkopf geführte Landesregierung des Freistaates Sachsen berufen (Kabinett Biedenkopf III). Nach dem Rücktritt von Biedenkopf schied auch Kolbe am 2. Mai 2002 aus der Regierung aus.
Von 2002 bis 2013 war er erneut Mitglied des Deutschen Bundestages. Zur Bundestagswahl 2013 kandidierte er nicht wieder. Manfred Kolbe ist stets als direkt gewählter Abgeordneter des Wahlkreises Döbeln – Grimma – Oschatz bzw. seit 2002 des Wahlkreises Delitzsch – Torgau-Oschatz – Riesa in den Bundestag eingezogen. Bei der Bundestagswahl 2005 erreichte er hier 36,5 % der Erststimmen.